# Wszystkiemu do widzenia
Wszystkiemu do widzenia (ang. Goodbye to All That) – autobiografia brytyjskiego pisarza Roberta Gravesa opublikowana w 1929 roku, wydana ponownie w zrewidowanej formie w 1957 roku.

## Treść
Autor opisał dzieciństwo spędzone w Londynie, naukę w prywatnym gimnazjum Charterhouse w Godalming w hrabstwie Surrey, doświadczenia wspinaczkowe, służbę wojskową w armii brytyjskiej w czasie I wojny światowej, studia na Uniwersytecie Oksfordzkim i pobyt w Egipcie, gdzie wykładał literaturę angielską na Uniwersytecie Kairskim. Obszerne partie książki są poświęcone wspomnieniom wojennym z frontu zachodniego I wojny światowej; pisarz uczestniczył jako młodszy oficer w bitwie nad Sommą i został ciężko ranny.

## Odbiór
Książka odniosła sukces, który pozwolił autorowi zamieszkać na Majorce. Stała się w krajach anglojęzycznych lekturą szkolną i została zaliczona do klasyki. Wszystkiemu do widzenia zajęło 44. miejsce w rankingu 100. najlepszych książek niefikcjonalnych wszech czasów przygotowanym w 2016 roku przez brytyjskiego pisarza i wydawcę Roberta McCruma dla dziennika „The Guardian” i 41. miejsce w rankingu 100. najlepszych pozycji z literatury faktu, opracowanym przez amerykańską „The Modern Library”, część koncernu wydawniczego Random House.
Książka amerykańskiego historyka Paula Fussella The Great War and Modern Memory (1975), nagrodzona w 1976 roku National Book Award, zawiera rozdział poświęcony wspomnieniom wojennym Roberta Gravesa; autor zwraca uwagę na ich elementy farsowe i komediowe.
W 1930 roku ojciec Roberta Gravesa, Alfred Perceval Graves, opublikował własną autobiografię, To Return to All That, stanowiącą ripostę na książkę syna.

## Kontynuacja
W 1930 roku ukazała się kontynuacja Wszystkiemu do widzenia w formie sztuki teatralnej opartej na motywach autobiograficznych, zatytułowana But It Still Goes On: An Accumulation, po raz pierwszy wystawiona w Finborough Theatre w Londynie w 2018 roku.

## Polskie wydanie
Polskie wydanie Wszystkiemu do widzenia zostało opublikowane w 1991 roku przez wydawnictwo Książka i Wiedza w przekładzie Tomasza Wyżyńskiego.